# قرار الجمعية العامة للأمم المتحدة 65/265
إن قرار الجمعية العامة للأمم المتحدة 65/265 هو قرار من الجمعية العامة للأمم المتحدة والذي يعلّق حق ليبيا في المشاركة في مجلس حقوق الإنسان. وقد تمت الموافقة على القرار، الذي اعتُمد في 1 مارس 2011، ردًا على معاملة معمر القذافي للمتظاهرين في ثورة 17 فبراير.